# Krzysztof Rutkowski (pisarz)

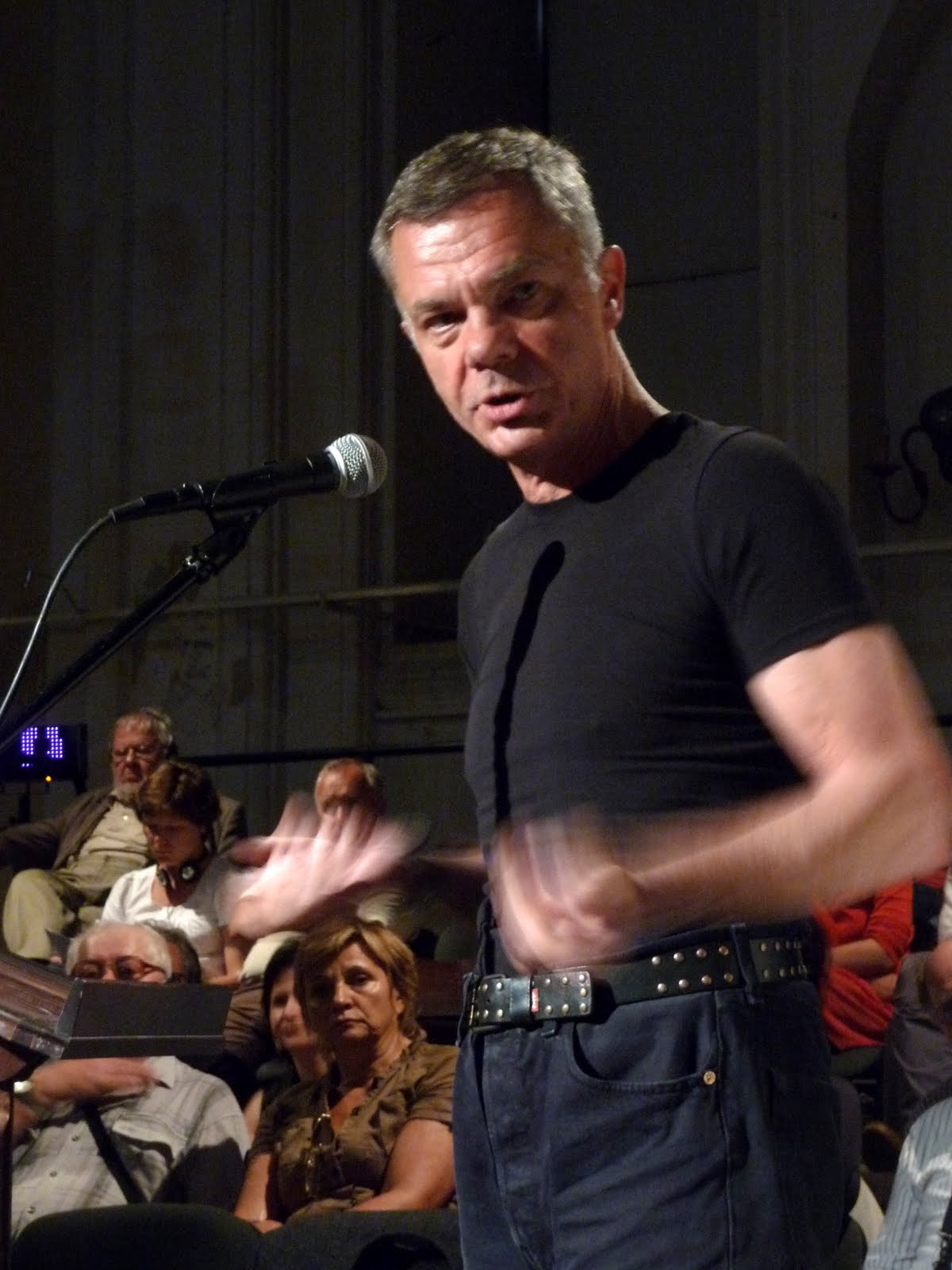
Prof. dr hab. Krzysztof Rutkowski przemawia w Białej Synagodze w Sejnach.

Krzysztof Rutkowski (ur. 21 listopada 1953 w Warszawie) – polski historyk literatury romantycznej, profesor nauk humanistycznych, dziennikarz, tłumacz i eseista. W 1989 otrzymał Nagrodę im. Kościelskich. Jest członkiem Stowarzyszenia Pisarzy Polskich oraz Collegium Invisibile. Mieszka w 1. dzielnicy Paryża.
Absolwent polonistyki na Uniwersytecie Warszawskim, gdzie uzyskał również w 1983 doktorat. Habilitował się w 1996 rozprawą o Adamie Mickiewiczu z czasów towianizmu w Instytucie Badań Literackich Polskiej Akademii Nauk. Tytuł naukowy profesora otrzymał w 2016. Wykładał na Wydziale „Artes Liberales” Uniwersytetu Warszawskiego, którego był również prodziekanem ds. naukowych.
Pracował w Radiu Wolna Europa i w Radio France Internationale. W listopadzie 2008 uzyskał nominację na stanowisko dyrektora Programu Drugiego Polskiego Radia, którego jednak nie objął. Był stałym współpracownikiem „Gazety Wyborczej” i „Rzeczpospolitej”, gdzie publikował teksty eseistyczne w cyklu Paryskie pasaże, a także miesięcznika „Teatr, gdzie ukazywały się jego Warszawskie pasaże. Publikował też m.in. w „Kronosie”, „Twórczości”, „Dzienniku”, „Kontekstach” oraz „Tygodniku Spraw Obywatelskich”.
Przekładał z języka francuskiego m.in. Daniela Beauvois, Pascala Quignarda, Jean Bauby'ego, Michela de Certeau. Jego teksty eseistyczne ukazały się również w przekładzie na francuski i niemiecki.

## Twórczość

### Książki autorskie
- Ani było, ani jest. Szkice literackie (1984)
- Przeciw (w) literaturze. Esej o poezji czynnej Mirona Białoszewskiego i Edwarda Stachury (1987)
- Braterstwo albo śmierć. Zabijanie Mickiewicza w Kole Sprawy Bożej (1988) – Nagroda im. Kościelskich[9]
- Męczennice z Saint-Denis. Opowiadania (1991)
- Stos dla Adama albo Kacerze i kapłani (1994)
- Paryskie pasaże. Opowieść o tajemnych przejściach (1995)
- Mistrz. Widowisko (1996)
- Raptularz końca wieku (1997)
- Śmierć w wodzie  (1998)
- Xiężniczka. Miejsce Xawery Deybel w rodzinie Mickiewiczów (1998)
- Książę bezdomny (1999)
- Kościół św. Rocha. Przepowieści (2001)
- Zakochany Stendhal. Dziennik wyprawy po imię (2005)
- Ostatni pasaż. Przepowieść o byciu byle-jakim (2006) – nominacja do Nagrody Literackiej Gdynia 2007[10]
- Requiem dla moich ulic (2008)
- Wokulski w Paryżu (2010)
- Dar Anioła (2012)
- Artes Liberales. O nauczycielu i uczniach (2014)
- Warszawskie pasaże (2018)
- Mickiewicz w Stambule (2021)
- Bóg Adama (2021)
- L’Eglise et le Messie. Kościół i Mesjasz. Część 1 (2024)

### Książki redagowane
- Medycyna w teatrze, Kraków: Homini 2017 (współredaktor: Maciej Ganczar).
- Marksizm, kultura, literatura : praca zbiorowa. pod red. Bogdana Owczarka i Krzysztofa Rutkowskiego. Warszawa: Państwowy Instytut Wydawniczy, 1982. ISBN 83-06-00629-1. Brak numerów stron w książce 314, [2] s.; 20 cm.
- Edward Stachura: Fabula Rasa. Z wypowiedzi rozproszonych. T. 5. Warszawa: Czytelnik, 1982, s. 468, seria: Poezja i Proza. ISBN 83-07-00378-4.
- Edward Stachura: Wszystko jest poezja: opowieść-rzeka. T. 4. Warszawa: Czytelnik, 1982, s. 269, seria: Poezja i Proza. ISBN 83-07-00378-4.